# Microhelia restrictalis
Microhelia restrictalis är en fjärilsart som beskrevs av Smith 1900. Microhelia restrictalis ingår i släktet Microhelia och familjen nattflyn. Inga underarter finns listade i Catalogue of Life.